# Jack M. Campbell
Jack M. Campbell, född 10 september 1916 i Hutchinson, Kansas, död 14 juni 1999 i Santa Fe, New Mexico, var en amerikansk politiker (demokrat). Han var den 21:a guvernören i delstaten New Mexico 1963-1967.
Campbell avlade både sin grundexamen och juristexamen vid Washburn University. Han deltog i andra världskriget i USA:s marinkår och arbetade därefter som FBI-agent och advokat.
Han var talman i New Mexico House of Representatives, underhuset i delstatens lagstiftande församling, när han 1962 valdes till guvernör. Han besegrade Edwin L. Mechem i guvernörsvalet. Två år senare blev Campbell omvald som guvernör.